# Medrissa (cráter)
Medrissa es un cráter de impacto del planeta Marte situado al noroeste del cráter Dixie, a  18.8° norte y 56.7º oeste. El impacto causó un boquete de 21.2 kilómetros de diámetro. El nombre fue aprobado en 1988 por la Unión Astronómica Internacional, haciendo referencia a la ciudad homónima de Argelia.